# 堀口悠紀子
堀口 悠紀子（ほりぐち ゆきこ、1983年1月28日 - ）は、日本のアニメーター・キャラクターデザイナー・イラストレーター・同人作家。京都府八幡市出身。

## 略歴・人物
短期大学を卒業後、2003年に京都アニメーションへ入社。『クレヨンしんちゃん』の動画で、アニメーターとしてのキャリアをスタートした。 2007年4月より放送のテレビアニメ『らき☆すた』で、自身初のキャラクターデザインを担当。その後2015年頃に退職し、現在はフリーランスの立場で活動している。またアニメーター業の傍ら、同人活動も行っている。
実弟は、イラストレーターのBUNBUN。実父は、2012年2月12日に八幡市市長に当選し2023年10月31日まで市長であった堀口文昭で、選挙ビラなどで使用された似顔絵イラストは悠紀子が描いたものである。
ゲームソフト『テイルズ オブ ファンタジア』の登場人物、アーチェ・クラインが大好き。
イラストレーターとしての別名義に白身魚があり、小説の挿絵などを担当している。他に別名義にどちび、佐々木Aがある。

## 主な参加作品

### テレビアニメ
- クレヨンしんちゃん（1992年-/2003年放送分のみ）動画
- 犬夜叉（2000年-2004年）動画→原画
- フルメタル・パニック? ふもっふ（2003年）動画
- AIR（2005年）原画/オープニング原画
- フルメタル・パニック! The Second Raid（2005年）原画
- 涼宮ハルヒの憂鬱（2006年）作画監督・原画/オープニング原画
- Kanon（2006年-2007年）作画監督・原画/オープニング原画
- らき☆すた（2007年）キャラクターデザイン・総作画監督・作画監督・原画/オープニング作画監督・原画・エンディング作画監督
- CLANNAD（2007年-2008年）作画監督・原画
- CLANNAD 〜AFTER STORY〜（2008年-2009年）作画監督・原画/エンディング原画
- けいおん!（2009年）キャラクターデザイン・総作画監督・作画監督・原画/オープニング作画監督・エンディング作画監督
- けいおん!!（2010年）キャラクターデザイン・総作画監督・作画監督・原画/オープニング作画監督・エンディング作画監督
- 日常（2011年）作画監督・原画/前期・後期オープニング原画
- 氷菓（2012年）作画監督・原画・前期オープニング原画・後期エンディング原画
- たまこまーけっと（2013年）キャラクター原案・デザイン・総作画監督・作画監督/オープニング作画監督・エンディング作画監督[5]
- Free!（2013年）作画監督・原画/オープニング原画
- 境界の彼方（2013年）作画監督・作画監督補佐/エンディング原画
- 中二病でも恋がしたい!戀（2014年）オープニング原画
- 22/7（2020年）キャラクターデザイン原案・キャラクターデザイン
- 新サクラ大戦 the Animation（2020年）サブキャラクター原案
- ぼっち・ざ・ろっく!（2022年）オープニング原画
- ATRI -My Dear Moments-（2024年）第8話エンドカードイラスト

### 劇場アニメ
- 涼宮ハルヒの消失（2010年）作画監督・原画
- 映画けいおん!（2011年）キャラクターデザイン・総作画監督・作画監督・原画
- たまこラブストーリー（2014年）キャラクターデザイン・総作画監督
- 劇場版 ひらがな男子 〜序〜（2018年）キャラクターデザイン
- HELLO WORLD（2019年）キャラクターデザイン・作画監督・原画

### OVA
- ジャングルはいつもハレのちグゥ FINAL（2003年-2004年）動画
- MUNTO〜時の壁を越えて（2005年）原画
- らき☆すたOVA（2008年）キャラクターデザイン・総作画監督・作画監督

### 小説装画・挿絵
- らき☆すた ゆるゆるでぃず（美水かがみ：原作、待田堂子：著、コンプティーク連載、角川スニーカー文庫、2009年）表紙・本文イラスト
- たまこまーけっと（一之瀬六樹：著、KAエスマ文庫、2013年 - 2014年）表紙・本文イラスト
- HELLO WORLD if ──勘解由小路三鈴は世界で最初の失恋をする──（映画『HELLO WORLD』：原作、伊瀬ネキセ：著、ダッシュエックス文庫、2019年）表紙・本文イラスト
- デモンズ・クレスト（川原礫：著、電撃文庫、2022年 - ）表紙・本文イラスト

### ゲーム
- けいおん! 放課後ライブ!!（2010年、パッケージイラスト）
- 新サクラ大戦（2019年、ゲストキャラクターデザイン）

### その他
- 京都アニメーション公式サイト 新年トップページイラスト（2008年）
- 京アニBON VOL.18表紙イラスト（2008年）
- 京都アニメーションCM「花編」（2010年）キャラクターデザイン
- 京都アニメーションCM「あじさい編」（2011年）原画
- 京都アニメーションCM「発想編」（2012年）キャラクターデザイン・作画監督
- 京都アニメーションCM「行きたくなるお店編」（2012年）キャラクターデザイン・作画監督
- 22/7（2016年 - ）キャラクターデザイン（メインビジュアル、滝川みう、八神叶愛）、CDジャケットイラスト[6]、CDジャケットイラスト監修[7]
  - 『月刊ニュータイプ』連載[8]（2017年4月号 - ）イラスト
  - キャラクターPV「あの日の彼女たち」（2018年）キャラクターデザイン・作画監督
  - 「何もしてあげられない」music video（2019年）キャラクターデザイン・アニメーションキャラクターデザイン・作画監督
  - 「風は吹いてるか？」music video（2020年）キャラクターデザイン・アニメーションキャラクターデザイン・作画監督
  - 「僕が持ってるものなら」music video（2021年）キャラクターデザイン・アニメーションキャラクターデザイン・作画監督
  - 「曇り空の向こうは晴れている」music video（2022年）キャラクターデザイン・作画監督
- ひらがな男子（2016年 - ）キャラクターデザイン
- 夢眠ネム（2017年）キャラクターデザイン
  - 「VOCALOID 夢眠ネム」（2017年）CDジャケットイラスト
- MAPLUS+プラス（2017年 - ）キャラクターデザイン
- VERSEⁿ - Episodeⁿ | 空想（2021年）キャラクターデザイン監修・作画監督

## 「白身魚」名義での活動

### 小説装画・挿絵
- 扉の外（2007年、土橋真二郎・電撃文庫）
- ツァラトゥストラへの階段（2007年 - 2008年、土橋真二郎・電撃文庫）
- ハヤテのごとく!2 ナギが使い魔!? やっとけ☆世界征服（2008年、築地俊彦・ガガガ文庫）
- 緑魔の町（2009年、筒井康隆・角川つばさ文庫版）
- ココロコネクト（2010年 - 2013年、庵田定夏・ファミ通文庫）
- 赤鬼はもう泣かない（2011年、明坂つづり・ガガガ文庫）
- 豚は飛んでもただの豚?（2011年、涼木行・MF文庫J）
- アオイハルノスベテ（2014年 - 2016年、庵田定夏・ファミ通文庫）
- モノノケグラデーション（2015年、持崎湯葉・ダッシュエックス文庫）
- 思春期テレパス（2015年、天沢夏月・メディアワークス文庫）
- 何をしたんだ、清川くん (2015年、文野はじめ・ディスカヴァー・トゥエンティワン)
- コロシアム（2015年 - 2016年、土橋真二郎・電撃文庫）
- 放課後のゲームフレンド、君のいた季節（2015年、むらさきゆきや・MF文庫J）
- されど僕らの幕は上がる。（2015年、喜多見かなた・角川スニーカー文庫）
- そして、君のいない九月がくる（2015年、天沢夏月・メディアワークス文庫）
- 白蝶記 ―どうやって獄を破り、どうすれば君が笑うのか―（2015年 - 2016年、るーすぼーい・ダッシュエックス文庫）
- このセカイで私だけが歌ってる（2016年、土橋真二郎・電撃文庫）
- 女の子が完全なる恋愛にときめかない3つの理由（2016年、土橋真二郎・電撃文庫）
- イマジナリ・フレンド（2016年、ミタヒツヒト・ハヤカワ文庫JA）
- AIに負けた夏（2017年、土橋真二郎・メディアワークス文庫）
- ジャナ研の憂鬱な事件簿（2017年 - 2019年、酒井田寛太郎・ガガガ文庫）
- ……なんでそんな、ばかなこと聞くの？（2017年、鈴木大輔・角川文庫）
- 七月のテロメアが尽きるまで（2018年、天沢夏月・メディアワークス文庫）
- 生きてさえいれば（2018年、小坂流加・文芸社文庫NEO）
- あの夏を、いつかの君と。（2019年、苑水真茅・ポプラ文庫ピュアフル）
- 女子高生の放課後アングラーライフ（2021年、井上かえる・角川スニーカー文庫）

### イラスト
- 月刊 コミック百合姫カバー(表紙)イラスト（2019年1月号〜12月号）一迅社
- 季刊GELATIN 2011 ふゆ（2010年、表紙イラスト、ピンナップイラスト・ワニマガジン社）
- 女の子が描くおんなのこ（2011年、表紙イラストほか・学研パブリッシング）
- 『のんのんびより 公式アンソロジー ふゆっ!』（2014年、カバーイラスト）[9]
- NHKニュース気象キャラクター 春ちゃん（ウェブサイト・アプリ内「気象歳時記」等）

### アニメ
- 『ソードアート・オンライン』アインクラッド編 第14話エンドカード[10]
- 妹さえいればいい。 第11話エンドカードイラスト[11]
- ワンダーエッグ・プライオリティ（2021年）第4回協力

### ゲーム
- 戦国大戦 -1615 大坂燃ゆ、世は夢の如く-（2015年、武将カードイラスト:紅皿）
- Fate/Grand Order （一部概念礼装イラスト、TYPE-MOON）

### 画集
- -白身魚 自選イラスト集- 真昼の月（2020年、発行：復刊ドットコム、発売：徳間書店）

### その他
- 八幡市制施行45周年記念デザインマンホール蓋のデザイン(3種類）

## 「佐々木A」名義での活動

### イラスト
- マジキュー4コマ リトルバスターズ！エクスタシー（2008年 - 2009年、エンターブレイン）1、2巻表紙イラスト